# 夜鷹之星
『夜鷹之星』（よだかの星）是宮澤賢治的短編小説（童話）。生前未發表。

## 概略
雖同是蜂鳥與普通翠鳥的哥哥，但其醜陋的樣子卻被其他（鳥類）的同伴所厭棄，又被老鷹等強迫改名的他，漸漸地對生存產生絕望，即使向太陽星星許願也不被理會。然而只是每晚不停在夜空中飛翔的他最终冲向了天空力竭而死，化作了燃烧的星星。

## 評價
這夜鷹之星的原型可能是一顆第谷超新星。
對自己的「存在」的罪惡感開始，燃燒自己的身體轉世成為星星的姿態，（宮澤）賢治一直把自己整個人生所抱持著的「對於自己的罪惡感」濃烈的反映，賢治在論述的那刻重覆地重申出來。而賢治的「自我犠牲」的故事的縱軸（系譜）便在這裡定位。
雖然為教科書所一直採用，「醜陋」等的字句（字眼）因其聯想到差別意識的關係所以被抽走了。

## 外部連結
- 『よだかの星』：新字新仮名 - 青空文庫（日語）